# Hugo de Champlitte
Hugo de Champlitte (francouzsky Hughes de Champlitte) byl synovec prvního achajského knížete Guillauma de Champlitte, účastník čtvrté křížové výpravy a druhý kníže z Acháje.
Hugo se výpravy účastnil spolu se svým strýcem a byl přítomen dobytí Konstantinopole na podzim roku 1204. Poté s Bonifácem z Montferratu a svým strýcem Guillaumem de Champlitte dobýval poloostrov Peloponés, především pak spolu dobyli Korint, kde nalezl útočiště sesazený byzantský císař Alexios III.
V roce 1209 se po svém strýci chopil vlády v nově zřízeném křižáckém panství Achajském knížectví následně, co se jeho strýc Guillaume de Champlitte vydal do Francie uplatňovat své právo na rodinné jmění poté, co se dozvěděl novinu o smrti svého staršího bezdětného bratra. Protože Guillaumovi synové byli zatím neplnoletí, na trůn nastoupil Hugo coby místokrál. Mezitím Guillaume de Champlitte v Apulii zemřel a Hugo Achaju zdědil se vším všudy, dlouho však svého předchůdce nepřežil a po jeho smrti se moci v Achajském knížectví chopil jejich spolubojovník ze čtvrté křížové výpravy Godfrey I. z Villehardouinu.